# 杨献
杨献（656年—720年4月11日），字贞己，弘农郡华阴县（今陕西省华阴市）人，唐朝官员。

## 生平
杨献弱冠时，中书令裴炎对他赞叹有加，曾经对人说：“近来见到杨献，所见超过我之前听说的人物，如果他生在建立功业的时间，座谈可为将相。”当时杨献的堂兄杨炯以文学才能著称，裴炎也很是看重杨炯，称呼他们二人是弘农二俊。杨献后来凭借门荫以蓬州司法参军为起家官，任期届满后，巡查使表荐杨献的清廉和精明干练，杨献升任晋州洪洞县县丞，转任冀州司户参军，因为清廉获敕令出任涼州武威县县令，很快加朝散大夫，出任胜州都督府司马，升任夏州都督府长史。景龙二年（708年），朔方道行军大总管张仁愿上奏任命杨献为行军司马，兼任置三城使，受降城修好，杨献有大功。杨献很快出任朔州刺史，仍兼任朔方道行军长史，又转任胜州都督，仍兼任东受降城使，未至三品特许服紫。开元三年（715年），唐玄宗特意敕令下堂贴将杨献追回朝，多次和他交谈，赐给彩色丝织品数百段和衣服一套。杨献很快进位银青光禄大夫。同年，按察使崔琬认为杨献以清廉和精明干练文明，征召杨献出任左领军将军。没多久，杨献出任右威卫将军，一年多后，杨献出任定州刺史，兼任岳领军使。开元八年二月廿九日癸丑（720年4月11日），杨献因病在官署中去世，虚岁六十五，同年十一月廿三日壬申（720年12月26日）葬于华阴县仙坛乡灵仙原。其墓志全名《大唐故右威卫将军银青光禄大夫定州刺史上柱国杨公墓志铭并序》，由卫尉少尉、兼修国史、弘文馆学士、长垣县开国男陈留吴兢撰写。

## 家庭

### 曾祖
- 杨初，隋朝宗正卿，唐朝左光禄大夫、华山郡公、食邑两千五百户[1]

### 祖父
- 杨善会，隋朝清河郡通守，《隋书·诚节传》有传[1]

### 父亲
- 杨行敦，唐朝洺州司马、太中大夫、霍王府司马[1]

### 兄弟姐妹
- 杨师丘，唐朝滕王府户曹参军[2]

### 子女
- 杨潜，左金吾卫兵曹参军，早亡[1]
- 杨波[1]